# 1145
| 1145               |
| ------------------ |
| Dødsfald - Fødsler |
|                    |

| Gregoriansk kalender | 1145 MCXLV              |
| Ab urbe condita      | 1898                    |
| Armensk kalender     | 594 ԹՎ ՇՂԴ              |
| Kinesiske kalender   | 3841 – 3842 甲子 – 乙丑 |
| Etiopisk kalender    | 1137 – 1138             |
| Jødisk kalender      | 4905 – 4906             |
| Hindukalendere       |                         |
| - Vikram Samvat      | 1200 – 1201             |
| - Shaka Samvat       | 1067 – 1068             |
| - Kali Yuga          | 4246 – 4247             |
| Iransk kalender      | 523 – 524               |
| Islamisk kalender    | 539 – 540               |

Konge i Danmark: Erik 3. Lam 1137-1146
Se også 1145 (tal)

## Begivenheder
- 13. juni – Biskop Elias overdrager i et brev Ribe Katedralskole til domkapitlet i Ribe. Det er den ældste skriftlige omtale af en skole i Danmark
- 1. september - Domkirken i Lund indvies af Danmarks ærkebiskop Eskild. Kirken er påbegyndt under forgængeren ærkebiskop Asser